# Tom Mueller
Tom Mueller (St. Maries, 11 marzo 1961) è un ingegnere statunitense; è un cofondatore di SpaceX, un'azienda di trasporto spaziale con sede a Hawthorne, in California.
È noto per il suo lavoro sul TR-106, la propulsione della capsula Dragon, e sui motori Merlin. È considerato uno dei massimi esperti al mondo di propulsione spaziale e possiede diversi brevetti statunitensi per tecnologie di propulsione.

## Biografia

### Infanzia e istruzione
Mueller nacque St. Maries, in Idaho. Il padre era un taglialegna e voleva che anche il figlio lo diventasse. Mueller paragona la sua storia a quella di Homer Hickam, cresciuto in una famiglia operosa ed è andato via di casa per diventare un ingegnere invece di seguire le orme del padre. Da bambino, costruiva e faceva volare modellini di razzi Estes. Continuò a sperimentare con i razzi e ne costruì persino uno da un saldatore del padre; in quell'occasione scoprì che l'aggiunta di acqua produceva più spinta.
Mueller infine fece il taglialegna per quattro estati, per pagarsi l'università. Frequentò l'Università dell'Idaho dove conseguì una laurea triennale (bachelor's degree) in ingegneria meccanica. Dopo la laurea, si trasferì in California, rifiutando proposte di lavoro in Idaho e in Oregon. In California andò a una fiera del lavoro e cominciò a lavorare nella progettazione di satelliti, poi cambiò per sviluppare motori a razzo liquidi. Mueller in seguito frequentò la Loyola Marymount University dove ottenne un master's degree in ingegneria meccanica nel 1992 dal Frank R. Seaver College of Science and Engineering.

### Carriera

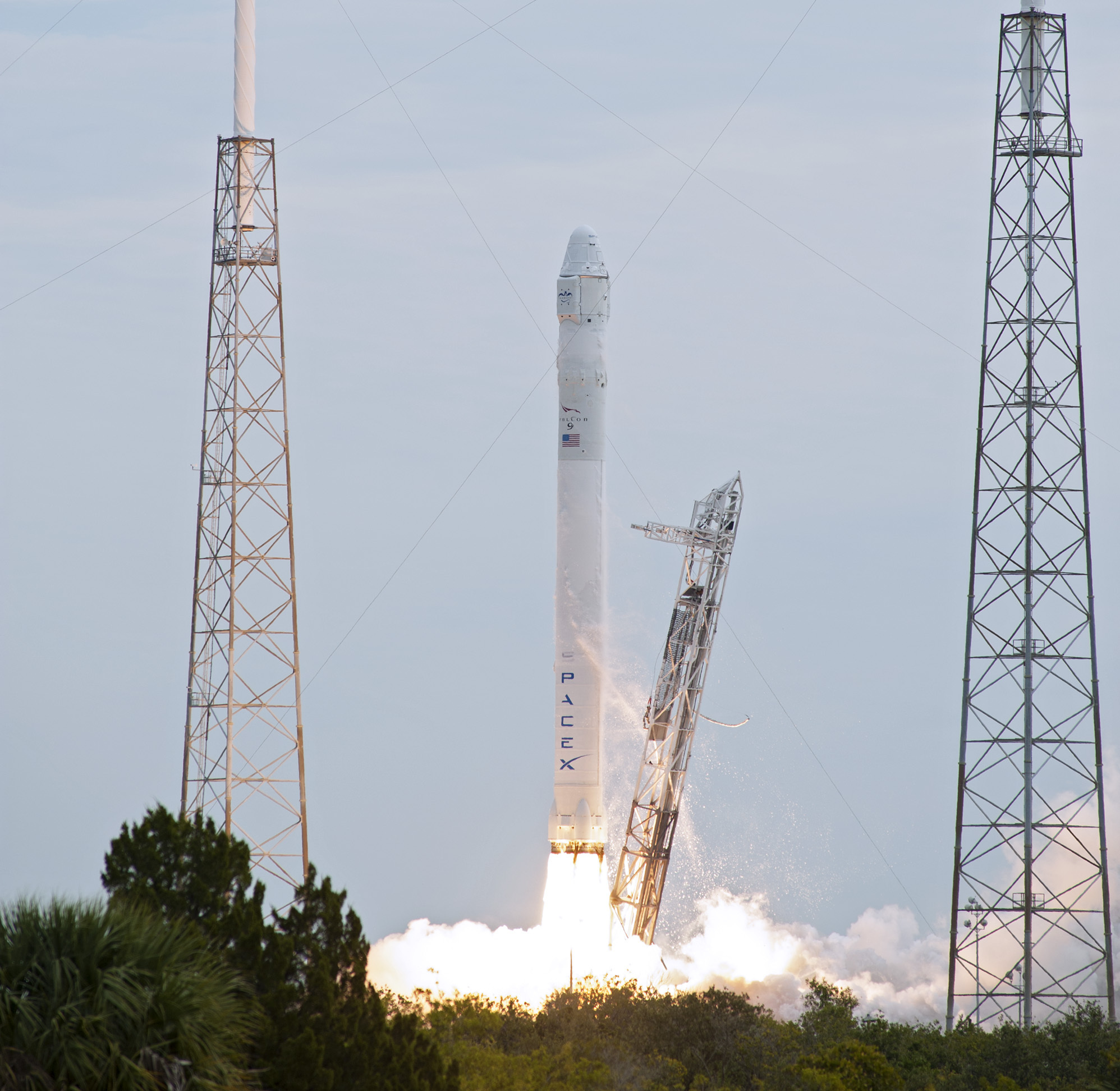
Lancio della Dragon da un razzo Falcon 9 v1.0, alimentato da motori Merlin progettati da Tom Mueller.

Mueller ha lavorato 15 anni per TRW, una società specializzata nell'aerospazio, nell'automotive, in credit reporting, e in elettronica. Riuscì ad amministrare il reparto dei prodotti di combustione e di propulsione, quando era responsabile dello sviluppo dei motori liquidi. Ha lavorato come ingegnere capo nello sviluppo del TR-106, un motore a idrogeno con 2,9 meganewton di spinta, uno dei più potenti all'epoca della sua costruzione. Durante il periodo alla TRW, Mueller sentiva che le sue idee erano perse in una società così variegata, perciò cominciò a costruire i propri motori per hobby. Li attaccava al corpo di un aeromobile e li lanciava nel deserto del Mojave insieme ad altri membri della Reaction Research Society.
Alla fine del 2001, Mueller cominciò a sviluppare un motori a carburante liquido nel suo garage, e poi nel magazzino di un amico nel 2002. Era il motore a carburante liquido non professionale più grande, con un peso di 36 kg e con una spinta di 58 kN. Il suo lavoro ha attirato l'attenzione di Elon Musk, al tempo cofondatore di PayPal e CEO di Tesla Motors. Nel 2002 Mueller entrò in SpaceX come dipendente fondatore.
In qualità di vice presidente di ingegneria della propulsione e successivamente CTO della propulsione di SpaceX, Mueller ha guidato il team che ha sviluppato i motori Merlin 1A e Kestrel per il Falcon 1, il primo razzo orbitale alimentato a carburante liquido lanciato da un'azienda privata; inoltre ha anche guidato lo sviluppo dei motori Merlin 1C, Merlin 1D e MVac per le prime iterazioni del Falcon 9, nonché quello dei thruster Draco che alimentano la capsula Dragon. La Dragon è stato il primo veicolo spaziale lanciato da un'azienda privata ad essersi agganciato alla Stazione spaziale internazionale (ISS). Nel 2014, Mueller è passato dallo sviluppo dei motori al team dell'ingegneria della propulsione e nel 2016 è passato al ruolo (part-time) di CTO della propulsione. A gennaio 2019 diventò Senior Advisor (part-time).
Oltre al suo lavoro a SpaceX, fu uno speaker alla cerimonia di laurea (commencement) per gli studenti della Loyola nel 2013, l'anno successivo a quando SpaceX diventò la prima azienda privata a mandare un carico utile all'ISS. Nel 2011 LMU Magazine gli ha dedicato un articolo adeguatamente intitolato "Rocket Man". Nel 2014, Mueller è stato nominato per il Wyld Award, presentato dall'American Institute of Aeronautics and Astronautics (AIAA) per gli eccezionali risultati nello sviluppo e nell'applicazione dei sistemi di propulsione.